# Linh Bảo Thiên Tôn
Linh Bảo Thiên Tôn (靈寶天尊)  hoặc được gọi với tên khác là Linh Bảo Quân, là một trong ba vị thần tối cao (Tam Thanh) theo Đạo giáo ở Trung Quốc, ở vào ngôi Thượng Thanh.